# Старогутнянское сельское поселение
Старогутнянское сельское поселение — муниципальное образование в западной части Унечского района Брянской области. Административный центр — село Старая Гута.
Образовано в результате проведения муниципальной реформы в 2005 году, путём слияния дореформенного Старогутнянского сельсовета и части Неждановского сельсовета.

## Население
| 2010  | 2011  | 2012  | 2013  | 2014  | 2015  | 2016  | 2017  | 2018  |
| ----- | ----- | ----- | ----- | ----- | ----- | ----- | ----- | ----- |
| 1790  | ↘1778 | ↘1755 | ↘1731 | ↘1679 | ↘1668 | ↗1674 | ↘1648 | ↘1630 |
| 2019  | 2020  | 2021  |       |       |       |       |       |       |
| ↘1597 | ↘1538 | ↘1387 |       |       |       |       |       |       |

## Населённые пункты
| № | Населённый пункт | Тип     | Население |
| - | ---------------- | ------- | --------- |
| 1 | Василевка        | деревня | →0        |
| 2 | Крым             | посёлок | ↘11       |
| 3 | Песчанка         | деревня | ↗601      |
| 4 | Робчик           | село    | ↘377      |
| 5 | Старая Гута      | село    | ↘742      |